# Hernán Riveros
Hernán M. Riveros (Bogotá, 5 de octubre de 1982) es un músico de Rock, guitarrista, compositor y productor discográfico colombiano actualmente radicado en Colonia, Alemania.

## Biografía
Como guitarrista inicia en Bogotá, Colombia en 1996  participando en bandas locales de distintos géneros entre ellos Death Metal y Rock.
A lo largo de su carrera como guitarrista  participado en diversos proyectos musicales de Rock, Jazz, Gothic, Metal, Hardcore, Punk, Latin, Flamenco, Nueva era, Experimental También ha incursionado en la  composición de bandas sonoras para documentales. En su trayectoria sobre los escenarios es destacada su presencia  en shows de  Rock, Metal Y Flamenco a lo largo de Europa y Colombia.
En la producción de su discográfia ha trabajado con productores destacados tales como:
- Daniel Bergstrand (Dugout Productions) Meshuggah, In Flames, Dimmu Borgir, Strapping Young Lad.
- Jacob Hansen (Hansen Productions) Destruction, Primal Fear, Doro.
- Oliver Weiskopf (Stonehenge Productions) Voltaire, Valborg, Aardvarks.

## Bandas
- Centaurus-A
- Misticia
- Atavi
- Yahé
- Aardvaks
- Syre

## Discografía

### Álbumes
- Centaurus-A  Side Effects Expected - (2009)
- Centaurus-A  Means of Escape - (2018)
- Misticia XVA - (2018)

### EP
- Misticia Ep 7" Mallku (2016)